# La Villette Charleroi
La Villette Charleroi, officieel Royal Villette Charleroi, is een Belgische tafeltennisclub uit Charleroi. Zij speelt haar Europese thuiswedstrijden in de Spiroudôme.
De club werd opgericht in 1930 en speelde in het Parc de la Villette in Marcinelle. Van bij aanvang behaalde de club resultaten.  Tussen 1930 en 1949 werden de eerste zes landstitels behaald.  Van 1949 tot 1979 was La Villette minder succesvol, maar in 1979 startte een nieuwe succesperiode, die in 1983 terug leidde tot de landstitel, de eerste sinds 1949.

## Spelers
De A-kern van de club bestond voor het sportjaar 2009-2010 uit volgende spelers:
- Dimitrij Ovtcharov
- Jean-Michel Saive
- Petr Korbel
- Andrej Gaćina
- Wang Jian Jun
- Kalinikos Kreanga

2008-2009:
- Jean-Michel Saive
- Petr Korbel
- Andrej Gaćina
- Wang Jian Jun

2007-2008:
- Jean-Michel Saive
- Vladimir Samsonov
- Aleksej Smirnov
- Oh Sang-eun
- Li Ching
- Oleg Danchenko

## Oud-spelers
- Patrick Chila
- Philippe Saive

## Nationaal
Op nationaal niveau was La Villette meerdere periodes ongenaakbaar. In 2012 haalde zij haar 35ste landstitel binnen, de 23e op rij.

## Internationaal
Op Europees niveau behaalde de club ook meerdere finales en overwinningen in de European Champions League Tafeltennis. In 2007 werd de club voor de zevende keer Europees clubkampioen. Eerder won zij deze beker in 1994, 1996 (toen nog in het kader van de European Club Cup of Champions), 2001, 2002, 2003 en 2004. In 2008 verloor de club de finale van SVS Niederösterreich en in 2010 van Borussia Düsseldorf.